# Acanthogorgia media
Acanthogorgia media is een zachte koraalsoort uit de familie Acanthogorgiidae. De koraalsoort komt uit het geslacht Acanthogorgia. Acanthogorgia media werd in 1905 voor het eerst wetenschappelijk beschreven door Thomson & Henderson. 